# Monastère de Préveli
Le monastère de Preveli (en grec : Μονή Πρέβελη) est un monastère orthodoxe situé à Agios Vasilios dans le nome de Réthymnon, sur l'île de Crète (en Grèce). Le monastère borde la mer de Libye. Il est particulièrement connu pour sa résistance contre les Ottomans en 1866 et au cours de la Seconde Guerre mondiale. Il possède en son sein un petit musée qui contient des icônes et des objets liturgiques. Monastère dédié à Saint Jean l'évangéliste. on trouve une église datant de 1836, qui contient :
- une croix "miraculeuse" en or et en argent, contiendrait un morceau de la Vraie Croix, aurait le pouvoir de guérir les aveugles.
- un retable richement ornementé
- un chandelier en argent
- un trône épiscopal
- de belles sculptures en bois doré
Il y a également un arbre à souhaits et une fontaine rédemptrice
En contrebas, le monastère Kato Moni Preveli, à l'abandon, hébergeait jadis les frères convers (moines travailleurs). Ce monastère date d'avant, dédié à Saint-Jean-Baptiste, pendant la IIe période byzantine de Crète, vers le Xe ou au début du XIe.
À proximité de ce monastère se trouvent un mémorial rappelant la participation du monastère durant la Seconde Guerre mondiale, la plage de Preveli ainsi qu'un autre monastère (détruit), celui de Kato Preveli.

## Galerie

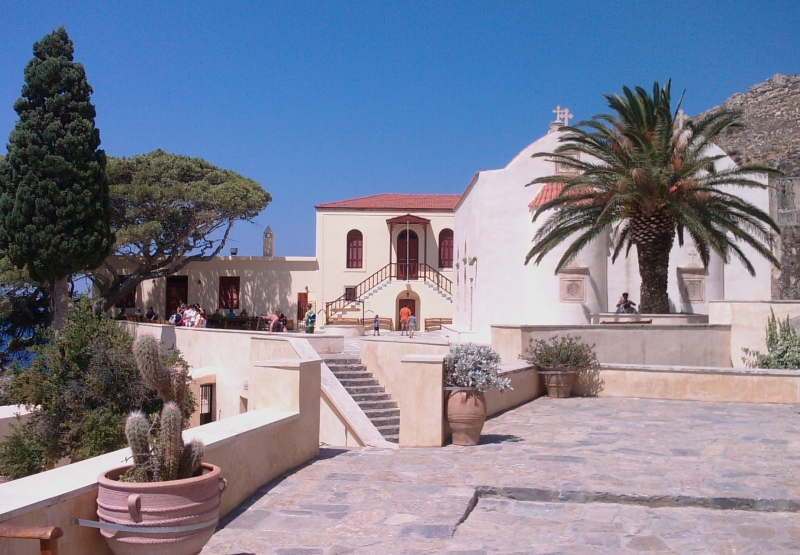
L'intérieur du monastère de Preveli.
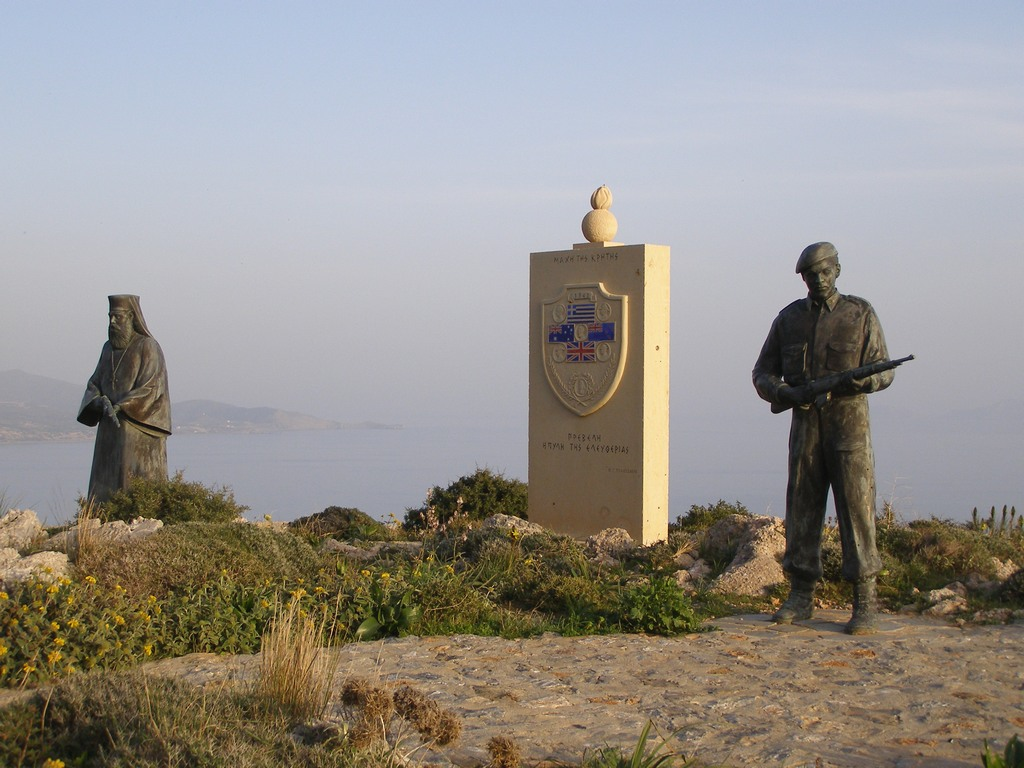
Mémorial de la Seconde Guerre mondiale.
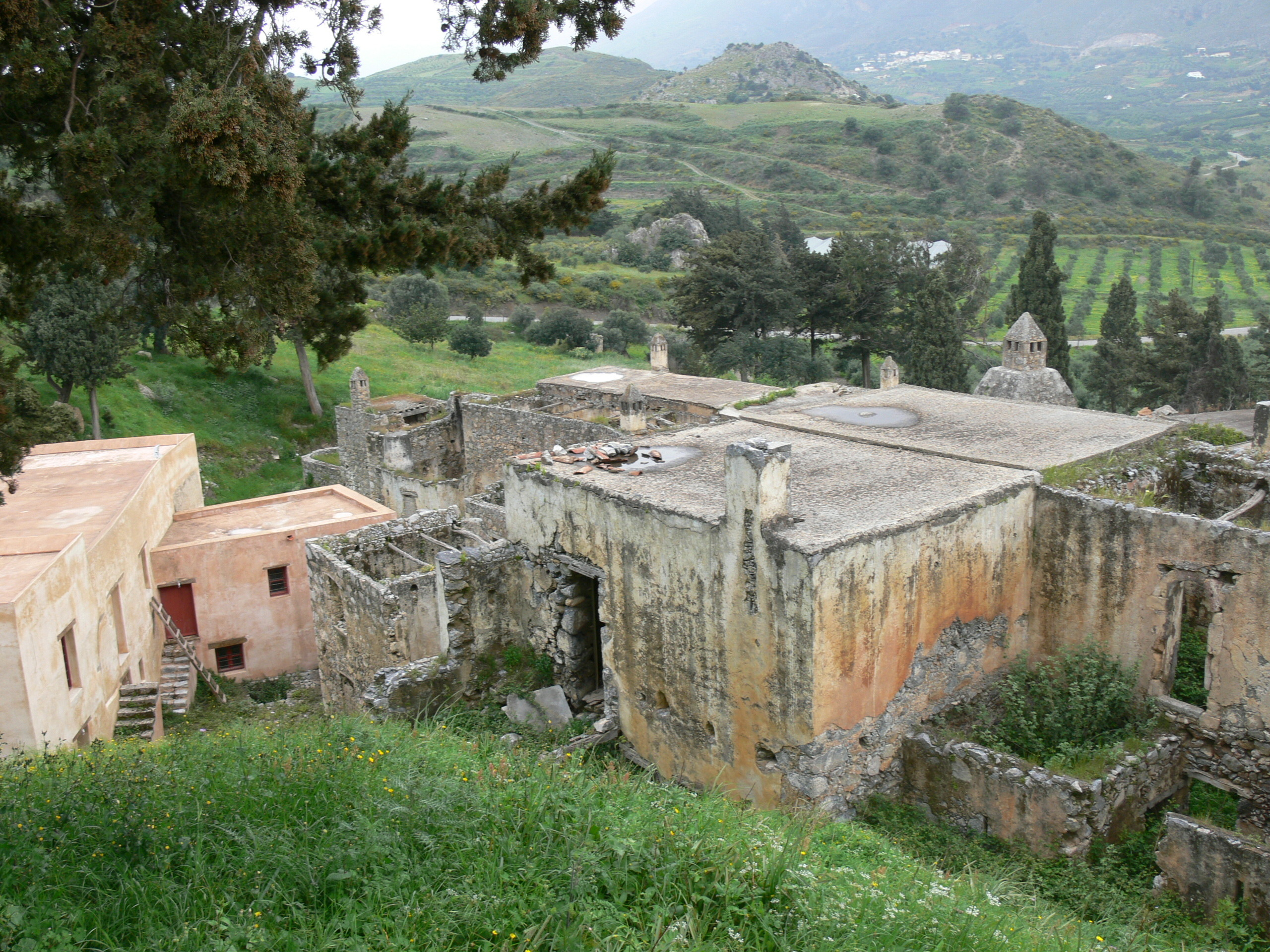
Vue de Kato Preveli.
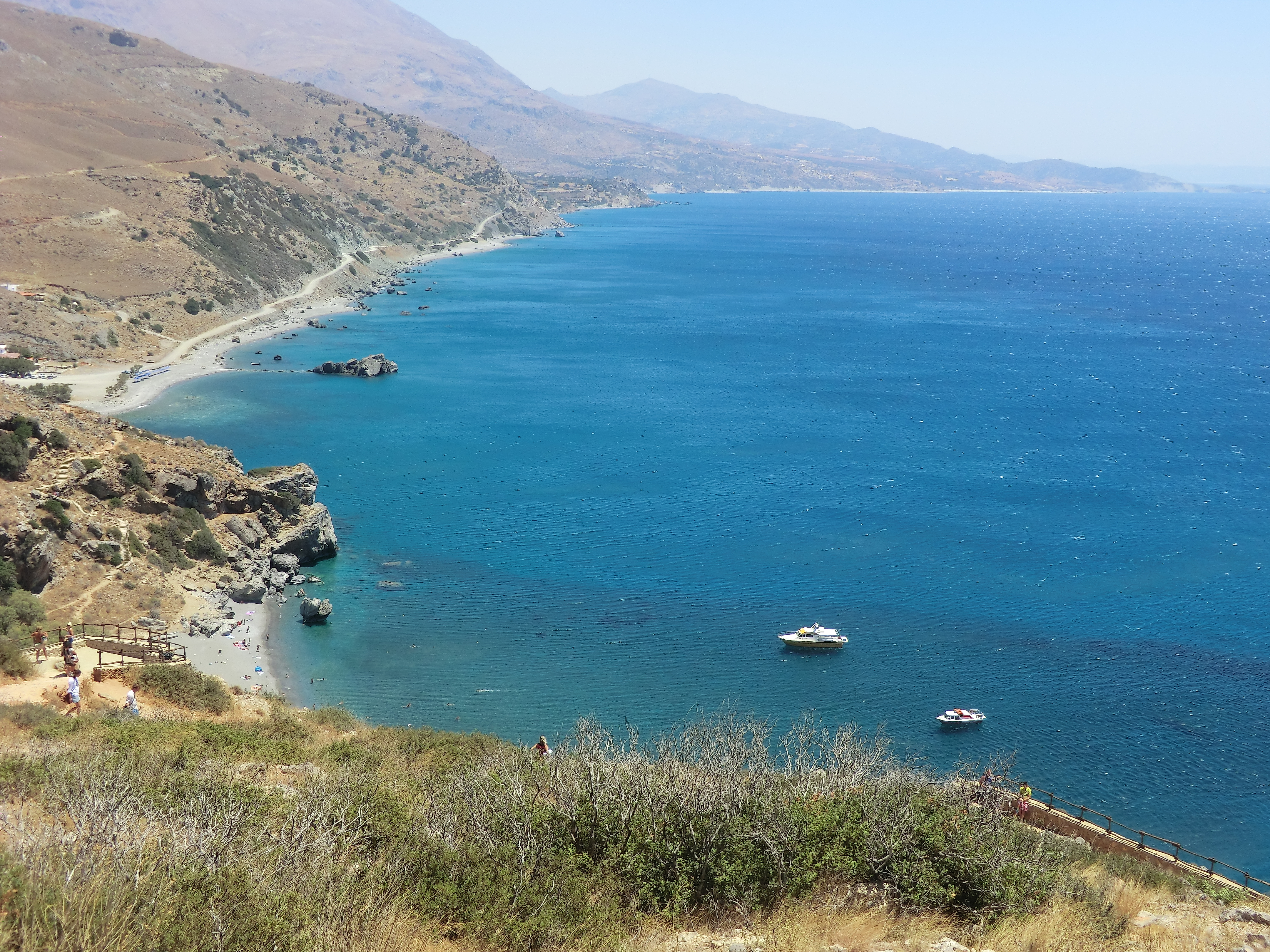
Plage de Preveli.
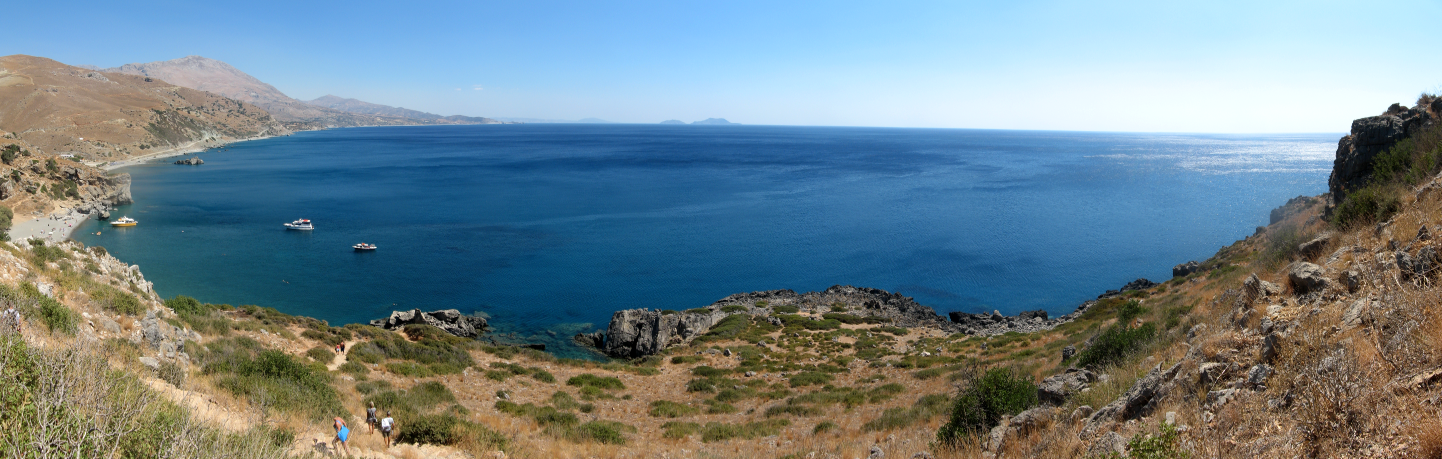
Plage de Preveli.